# Tàngara flamígera
La tàngara flamígera (Ramphocelus flammigerus) és un ocell de la família dels tràupids (Thraupidae).

## Hàbitat i distribució
Habita zones amb arbusts, vegetació secundària, matolls i proximitat del bosc humid als turons, de l'oest de Colòmbia, a la Vall del Cauca i turons propers.